# Atletik under sommer-OL 2020 - 4×400 meter stafetløb (damer)
Kvindernes 4x400 meter stafet ved Sommer-OL 2020 i Tokyo, Japan, blev afholdt den 5. og 7. august 2021 på Japans National Stadium. Der var 16 stafethold, hvor hvert hold havde 5 medlemmer, hvoraf 4 blev valgt i hver runde.

## Resultater

### Indledende runde
Kvalifikationsregler: De tre første hold i hvert heat (Q) og de to hurtigste ellers (q) gik videre til finalen.

#### Heat 1
Resultatene var som følger:
| Placering | Bane | Nation     | Udøvere                                                                                 | Reaktion | Tid     | Kommentarer |
| --------- | ---- | ---------- | --------------------------------------------------------------------------------------- | -------- | ------- | ----------- |
| 1         | 3    | Polen      | Anna Kiełbasińska, Iga Baumgart-Witan, Małgorzata Hołub-Kowalik, Justyna Święty-Ersetic | 0,161    | 3.23,10 | Q           |
| 2         | 8    | Cuba       | Zurian Hechavarría, Rose Mary Almanza, Sahily Diago, Lisneidy Veitía                    | 0,194    | 3.24,04 | Q, SB       |
| 3         | 4    | Belgien    | Naomi Van Den Broeck, Imke Vervaet, Paulien Couckuyt, Camille Laus                      | 0,139    | 3.24,08 | Q, NR       |
| 4         | 5    | Tyskland   | Corinna Schwab, Carolina Krafzik, Laura Müller, Ruth Spelmeyer                          | 0,168    | 3.24,77 | SB          |
| 5         | 9    | Frankrig   | Sokhna Lacoste, Amandine Brossier, Brigitte Ntiamoah, Floria Gueï                       | 0,279    | 3.25,07 | SB          |
| 6         | 6    | Schweiz    | Léa Sprunger, Silke Lemmens, Rachel Pellaud, Yasmin Giger                               | 0,153    | 3.25,90 | NR          |
| 7         | 7    | Australien | Bendere Oboya, Kendra Hubbard, Ellie Beer, Anneliese Rubie-Renshaw                      | 0,197    | 3.30,61 | SB          |
|           | 2    | Bahamas    | Doneisha Anderson, Megan Moss, Brianne Bethel, Anthonique Strachan                      | 0,297    | DNF     |             |

#### Heat 2
Resultatene var som følger:
| Placering | Bane | Nation         | Udøvere                                                                     | Reaktion | Tid     | Kommentarer |
| --------- | ---- | -------------- | --------------------------------------------------------------------------- | -------- | ------- | ----------- |
| 1         | 8    | USA            | Kaylin Whitney, Wadeline Jonathas, Kendall Ellis, Lynna Irby                | 0,177    | 3.20,86 | Q, SB       |
| 2         | 9    | Jamaica        | Junelle Bromfield, Roneisha McGregor, Janieve Russell, Stacey-Ann Williams  | 0,177    | 3.21,95 | Q, SB       |
| 3         | 3    | Storbritannien | Emily Diamond, Zoey Clark, Laviai Nielsen, Nicole Yeargin                   | 0,169    | 3.23,99 | Q, SB       |
| 4         | 7    | Holland        | Lieke Klaver, Lisanne de Witte, Laura de Witte, Femke Bol                   | 0,220    | 3.24,01 | q, NR       |
| 5         | 6    | Canada         | Alicia Brown, Sage Watson, Madeline Price, Kyra Constantine                 | 0,162    | 3.24,05 | q, SB       |
| 6         | 5    | Ukraine        | Kateryna Klymyuk, Alina Lohvynenko, Viktoriya Tkachuk, Anna Ryzhykova       | 0,173    | 3.24,50 | SB          |
| 7         | 4    | Italien        | Benedicta Chigbolu, Alice Mangione, Petra Nardelli, Rebecca Borga           | 0,150    | 3.27,74 | SB          |
| 8         | 2    | Hviderusland   | Aliaksandra Khilmanovich, Yuliya Bliznets, Elvira Herman, Asteria Uzo Limai | 0,214    | 3.33,00 |             |

### Final
| Placering                        | Bane | Nation         | Udøvere                                                                                 | Reaktioner | Tid     | Noter |
| -------------------------------- | ---- | -------------- | --------------------------------------------------------------------------------------- | ---------- | ------- | ----- |
| 1                                | 7    | USA            | Sydney McLaughlin, Allyson Felix, Dalilah Muhammad, Athing Mu                           | 0.145      | 3:16.85 | SB    |
| 2. plads, sølvmedaljemodtager(e) | 4    | Polen          | Natalia Kaczmarek, Iga Baumgart-Witan, Małgorzata Hołub-Kowalik, Justyna Święty-Ersetic | 0.183      | 3:20.53 | NR    |
| 3                                | 5    | Jamaica        | Roneisha McGregor, Janieve Russell, Shericka Jackson, Candice McLeod                    | 0.192      | 3:21.24 | SB    |
| 4                                | 3    | Canada         | Alicia Brown, Madeline Price, Kyra Constantine, Sage Watson                             | 0.179      | 3:21.84 | SB    |
| 5                                | 9    | Storbritannien | Ama Pipi, Jodie Williams, Emily Diamond, Nicole Yeargin                                 | 0.163      | 3:22.59 | SB    |
| 6                                | 2    | Holland        | Lieke Klaver, Lisanne de Witte, Laura de Witte, Femke Bol                               | 0.207      | 3:23.74 | NR    |
| 7                                | 8    | Belgien        | Naomi Van Den Broeck, Imke Vervaet, Paulien Couckuyt, Camille Laus                      | 0.173      | 3:23.96 | NR    |
| 8                                | 6    | Cuba           | Zurian Hechavarría, Rose Mary Almanza, Sahily Diago, Lisneidy Veitía                    | 0.219      | 3:26.92 |       |